# Albert Rowland
Albert Rowland (Albert Edward MacKay Rowland; * 26. Oktober 1885 in Christchurch; † 23. Juli 1918 bei Marfaux, Frankreich) war ein neuseeländischer Geher.
Bei den Olympischen Spielen 1908 in London wurde er für Australasien startend Fünfter im 3500-Meter-Gehen und schied im 10-Meilen-Gehen in der Vorrunde aus.
Er fiel in der Zweiten Schlacht an der Marne.